# Vendenheim
Vendenheim (prononcé [vɛndənaim]  ; en alsacien Fangene) est une commune française située dans la circonscription administrative du Bas-Rhin et, depuis le 1er janvier 2021, dans le territoire de la Collectivité européenne d'Alsace, en région Grand Est.
Cette commune se trouve dans la région historique et culturelle d'Alsace. Elle fait partie de l'Eurométropole de Strasbourg (EMS).
Ses habitants sont appelés les Fédinois.

## Géographie
La ville est située à douze kilomètres au nord de Strasbourg, le long du canal de la Marne au Rhin. Ce village encore rural dans les années 1960, avec de nombreuses exploitations agricoles, est devenu une ville résidentielle. Vendenheim comprend une importante zone commerciale périphérique, qu'elle partage avec Lampertheim, Mundolsheim et Reichstett.

### Communes limitrophes
Les communes limitrophes sont Berstett, Brumath, Eckwersheim, Geudertheim, Hœrdt, Lampertheim, Mundolsheim, Reichstett et La Wantzenau.

### Hydrographie

#### Réseau hydrographique
La commune est dans le bassin versant du Rhin au sein du bassin Rhin-Meuse. Elle est drainée par le canal de la Marne au Rhin, le ruisseau le Landgraben, le ruisseau le Muhlbach, le ruisseau le Riedgraben et le ruisseau le Schlossgraben,.
Le canal de la Marne au Rhin, d'une longueur totale de 314 km, et 178 écluses à l'origine, relie la Marne (à Vitry-le-François) au Rhin (à Strasbourg). Par le canal latéral de la Marne, il est connecté au réseau navigable de la Seine vers l'Île-de-France et la Normandie.
Le Landgraben, d'une longueur de 41 km, prend sa source dans la commune de Berstett et se jette  dans la Moder à Dalhunden, après avoir traversé onze communes.

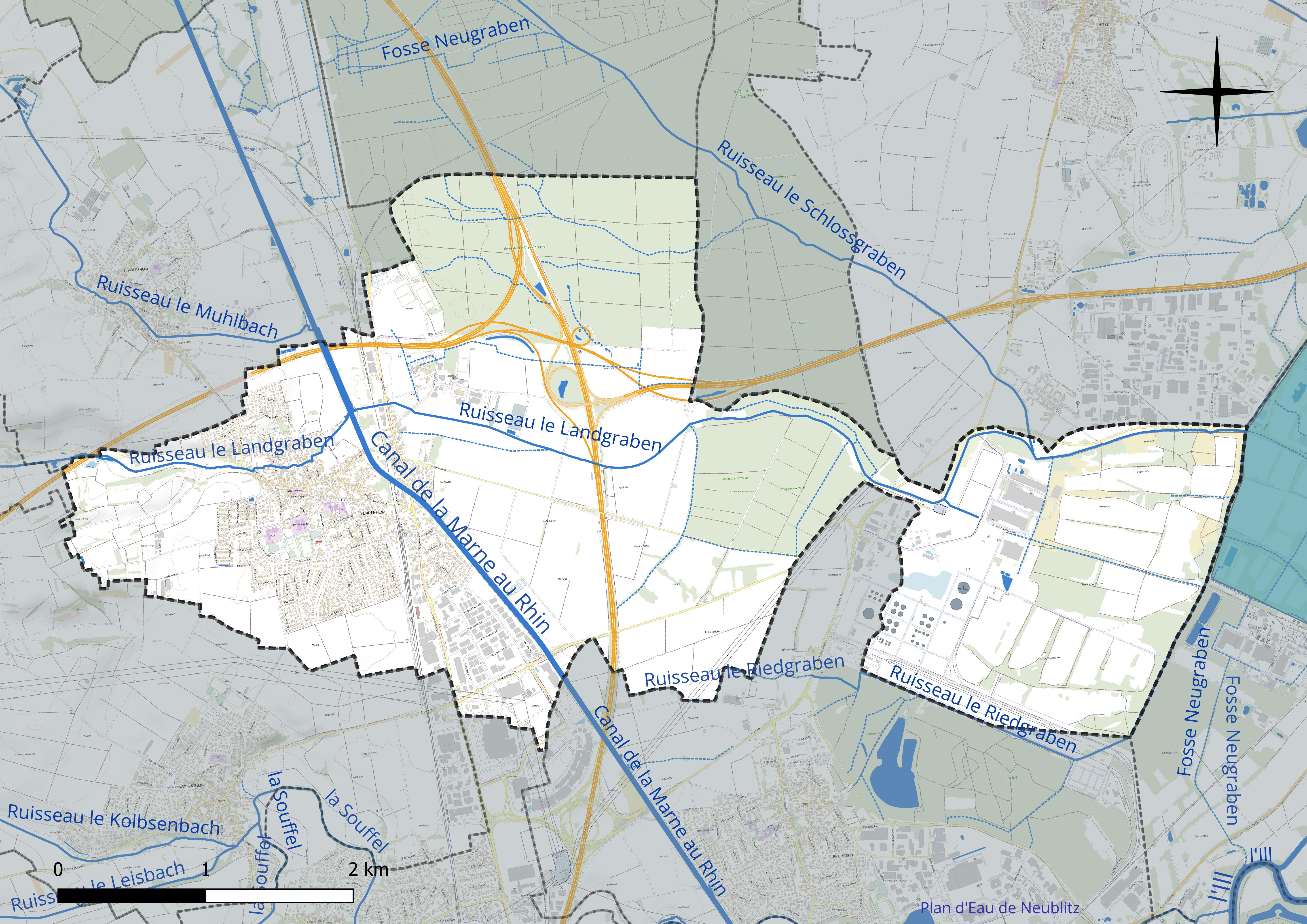
Réseau hydrographique de Vendenheim.

Le Muhlbach, d'une longueur de 11 km, prend sa source dans la commune de Wingersheim les Quatre Bans et se jette  dans le Landgraben sur la commune, après avoir traversé cinq communes.

#### Gestion et qualité des eaux
Le territoire communal est couvert par le schéma d'aménagement et de gestion des eaux (SAGE) « Ill Nappe Rhin ». Ce document de planification concerne la nappe phréatique rhénane, les cours d'eau de la plaine d'Alsace et du piémont oriental du Sundgau, les canaux situés entre l'Ill et le Rhin et les zones humides de la plaine d'Alsace. Le périmètre s’étend sur 3 596 km2. Il a été approuvé le 17 janvier 2005. La structure porteuse de l'élaboration et de la mise en œuvre est la région Grand Est.
La qualité des cours d’eau peut être consultée sur un site dédié géré par les agences de l’eau et l’Agence française pour la biodiversité.

### Climat
Pour des articles plus généraux, voir Climat du Grand Est et Climat du Bas-Rhin.
En 2010, le climat de la commune est de type climat des marges montagnardes, selon une étude du Centre national de la recherche scientifique s'appuyant sur une série de données couvrant la période 1971-2000. En 2020, Météo-France publie une typologie des climats de la France métropolitaine dans laquelle la commune est exposée à un climat semi-continental et est dans la région climatique  Alsace, caractérisée par une pluviométrie faible, particulièrement en automne et en hiver, un été chaud et bien ensoleillé, une humidité de l’air basse au printemps et en été, des vents faibles et des brouillards fréquents en automne (25 à 30 jours).
Pour la période 1971-2000, la température annuelle moyenne est de 10,7 °C, avec une amplitude thermique annuelle de 17,8 °C. Le cumul annuel moyen de précipitations est de 669 mm, avec 9,3 jours de précipitations en janvier et 10,3 jours en juillet. Pour la période 1991-2020, la température moyenne annuelle observée sur la station météorologique de Météo-France la plus proche, « Waltenheim-sur-zorn », sur la commune de Waltenheim-sur-Zorn à 11 km à vol d'oiseau, est de 11,3 °C et le cumul annuel moyen de précipitations est de 652,2 mm. 
La température maximale relevée sur cette station est de 38 °C, atteinte le 7 août 2015 ; la température minimale est de −14,9 °C, atteinte le 20 décembre 2009,,.
Les paramètres climatiques de la commune ont été estimés pour le milieu du siècle (2041-2070) selon différents scénarios d'émission de gaz à effet de serre à partir des nouvelles projections climatiques de référence DRIAS-2020. Ils sont consultables sur un site dédié publié par Météo-France en novembre 2022.

## Urbanisme

### Typologie
Au 1er janvier 2024, Vendenheim est catégorisée ceinture urbaine, selon la nouvelle grille communale de densité à sept niveaux définie par l'Insee en 2022.
Elle appartient à l'unité urbaine de Strasbourg (partie française), une agglomération internationale regroupant 23  communes, dont elle est une commune de la banlieue,,. Par ailleurs la commune fait partie de l'aire d'attraction de Strasbourg (partie française), dont elle est une commune de la couronne,. Cette aire, qui regroupe 268 communes, est catégorisée dans les aires de 700 000 habitants ou plus (hors Paris),.

### Occupation des sols
L'occupation des sols de la commune, telle qu'elle ressort de la base de données européenne d’occupation biophysique des sols Corine Land Cover (CLC), est marquée par l'importance des territoires agricoles (56,9 % en 2018), en diminution par rapport à 1990 (58,6 %). La répartition détaillée en 2018 est la suivante : terres arables (48,1 %), forêts (20,6 %), zones urbanisées (11,2 %), zones industrielles ou commerciales et réseaux de communication (11,2 %), zones agricoles hétérogènes (8,8 %). L'évolution de l’occupation des sols de la commune et de ses infrastructures peut être observée sur les différentes représentations cartographiques du territoire : la carte de Cassini (XVIIIe siècle), la carte d'état-major (1820-1866) et les cartes ou photos aériennes de l'IGN pour la période actuelle (1950 à aujourd'hui).

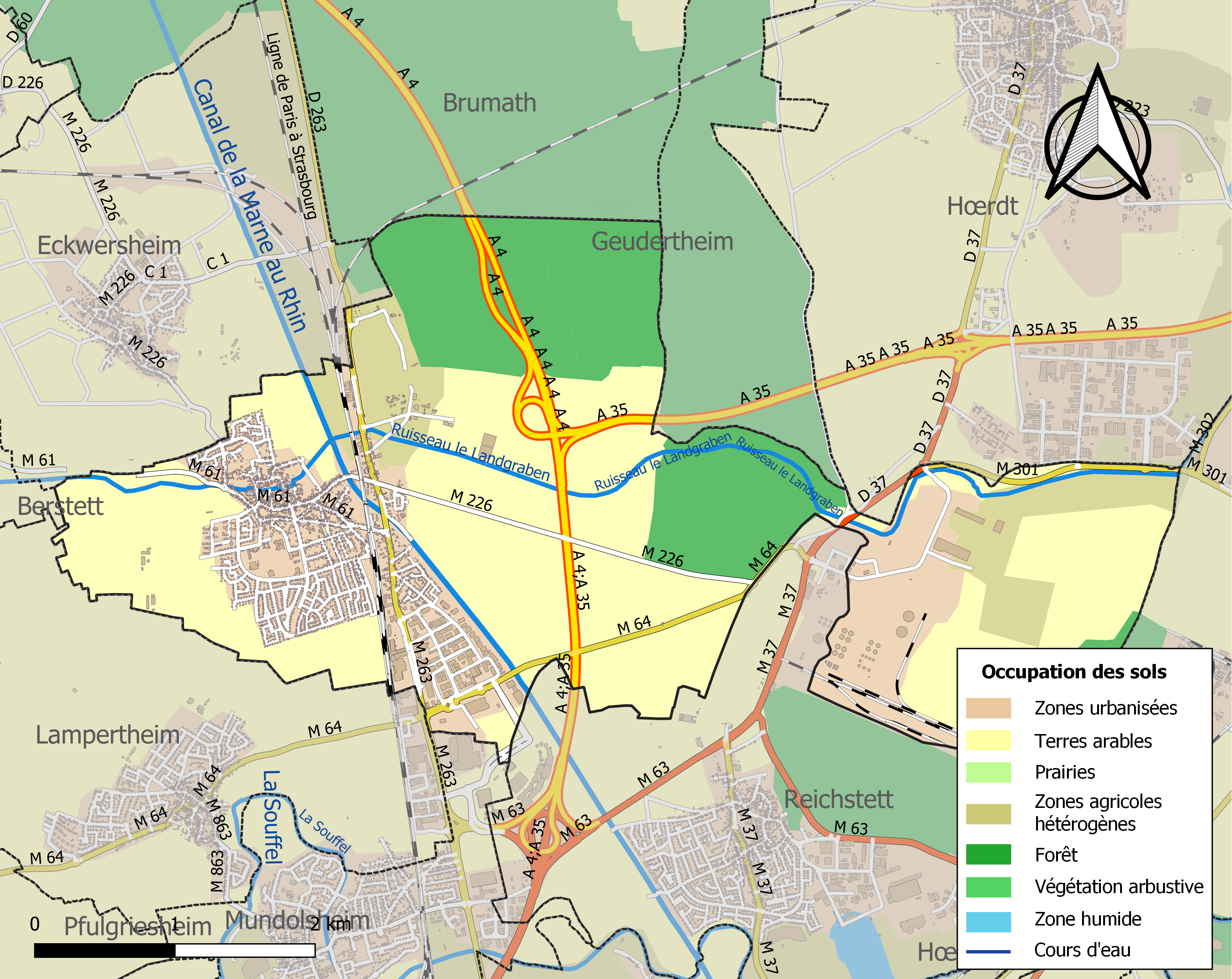
Carte des infrastructures et de l'occupation des sols de la commune en 2018 (CLC).

### Infrastructures de transport
Vendenheim a sa gare. Les TER s'y arrêtent régulièrement pour amener les passagers vers Strasbourg ou Haguenau. La commune de Vendenheim est également desservie par les bus de la Compagnie des Transports Strasbourgeois via 4 lignes (C9, 71, 74 et 75) qui mènent à Strasbourg. L'abonnement mensuel Badgéo permet aux usagers de prendre, comme ils le souhaitent et autant de fois que nécessaire, le train, le tram ou le bus dans l'EMS. Il existe aussi des tickets  CTS à la journée (pour une ou plusieurs personnes) qui permettent de profiter durant 24 h des divers transports en commun pour circuler dans les 33 communes de l'Eurométropole de Strasbourg.
Entre Eckwersheim et Vendenheim, le Grand Contournement Ouest de Strasbourg devrait passer à proximité des maisons.

## Histoire
Les travaux d'archéologie préventive liés à la création du Grand Contournement de Strasbourg ont mis au jour sur le territoire une série de vestiges, présentés au public lors de l'exposition Un passé incontournable en 2025-2026.

Découvertes archéologiques
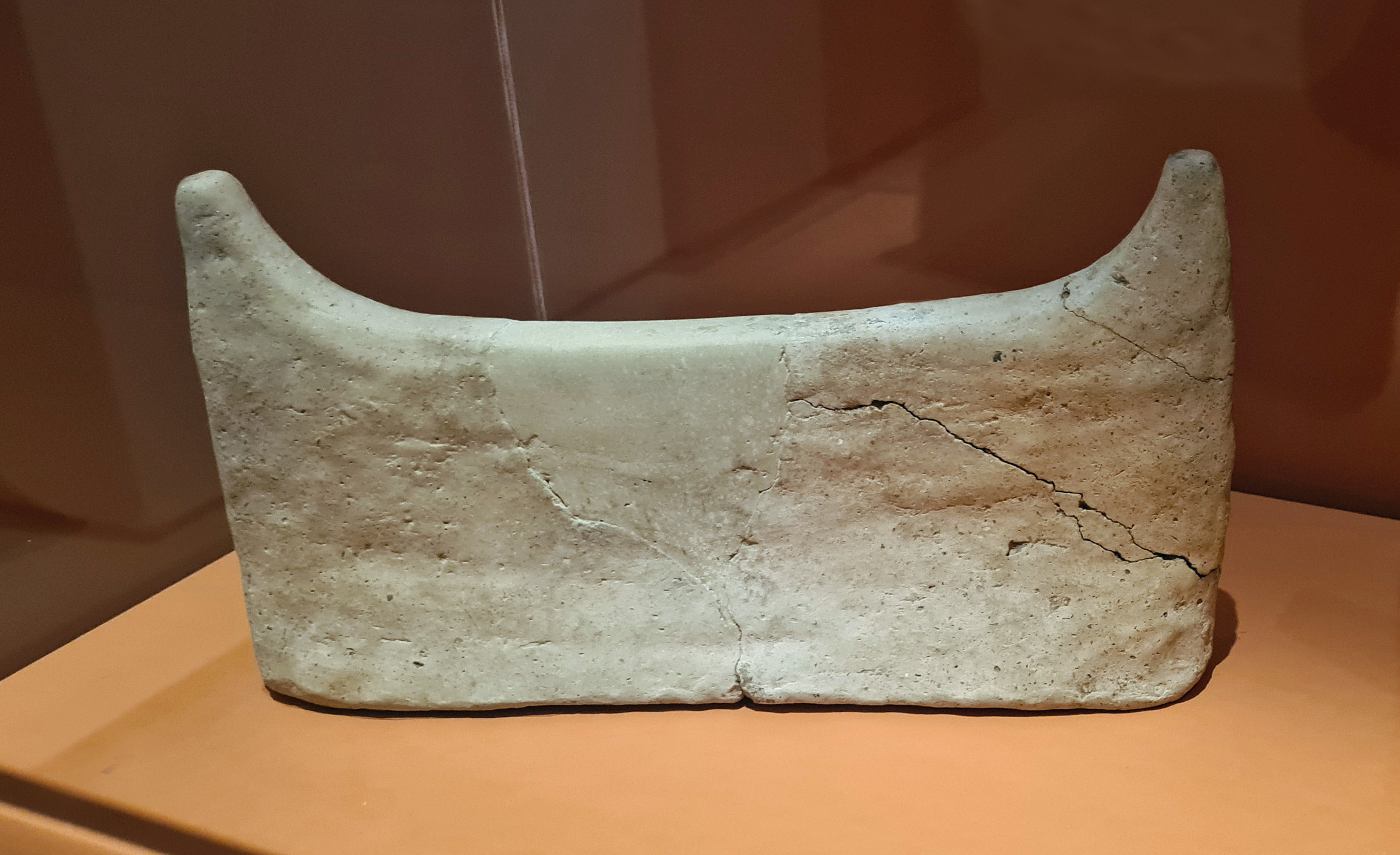
Croissant en terre cuite (âge du Bronze final).
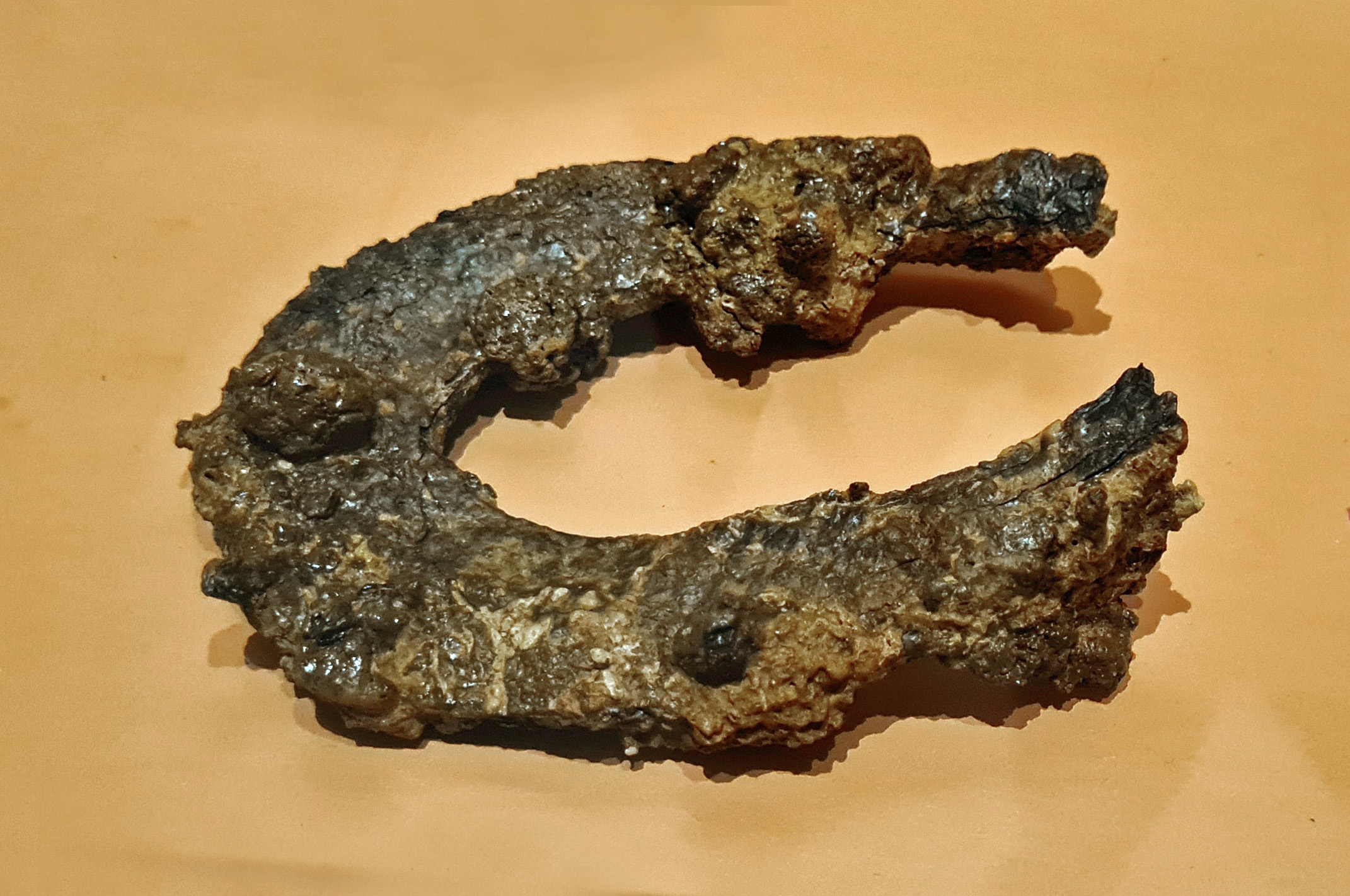
Fer à cheval (époque romaine).
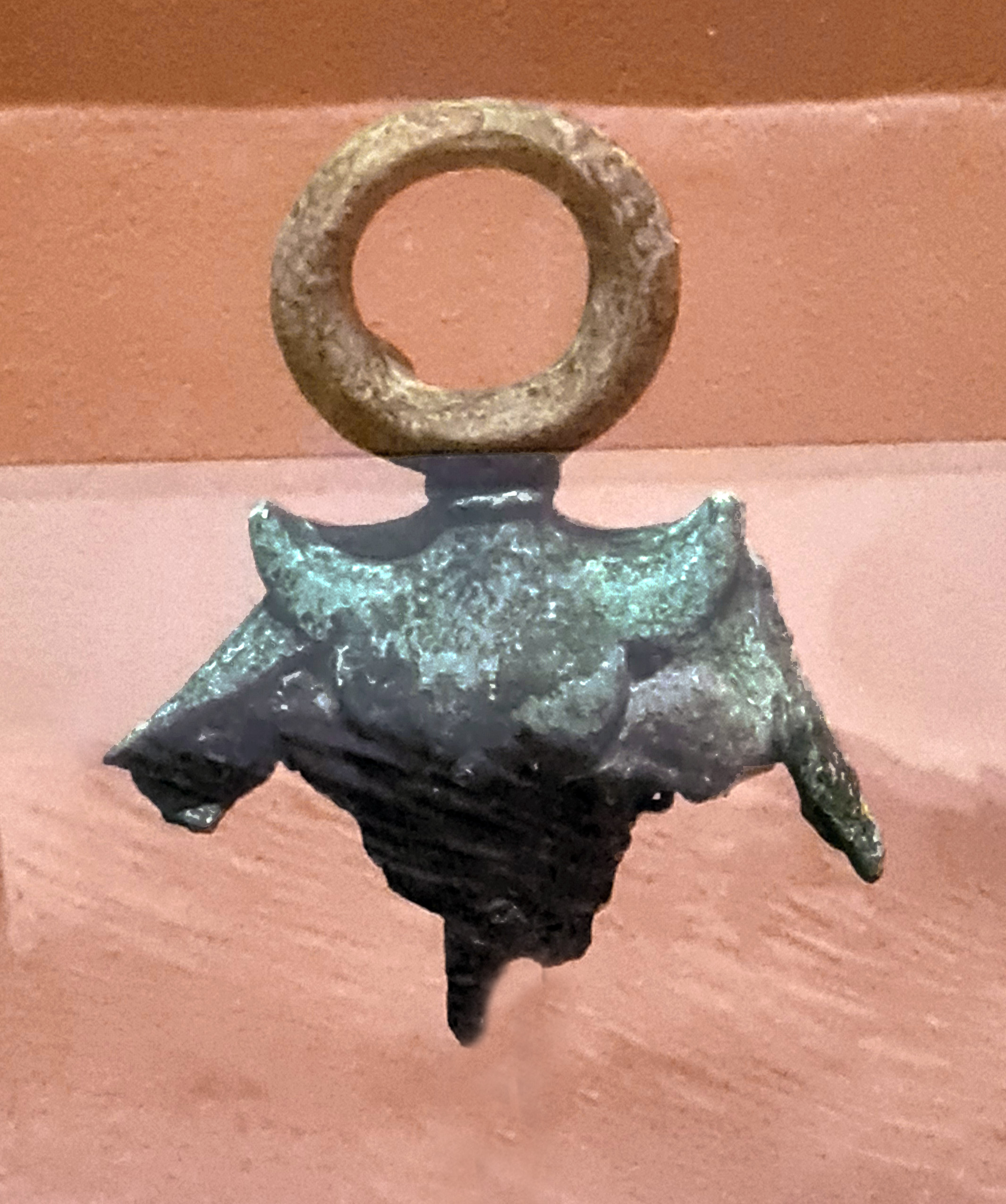
Anneau passe-guide (époque romaine).
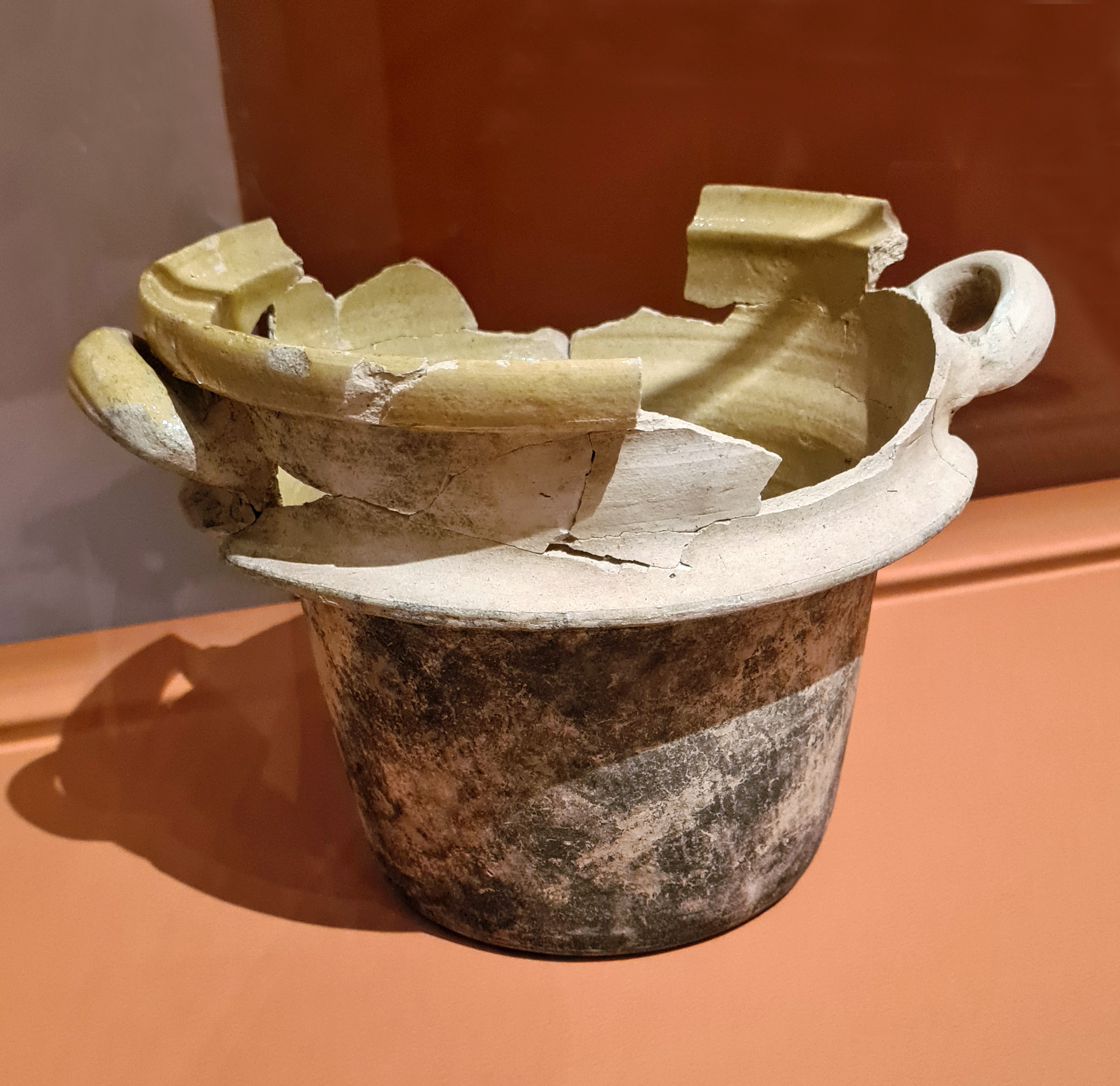
Marmite de bornage (époque contemporaine).
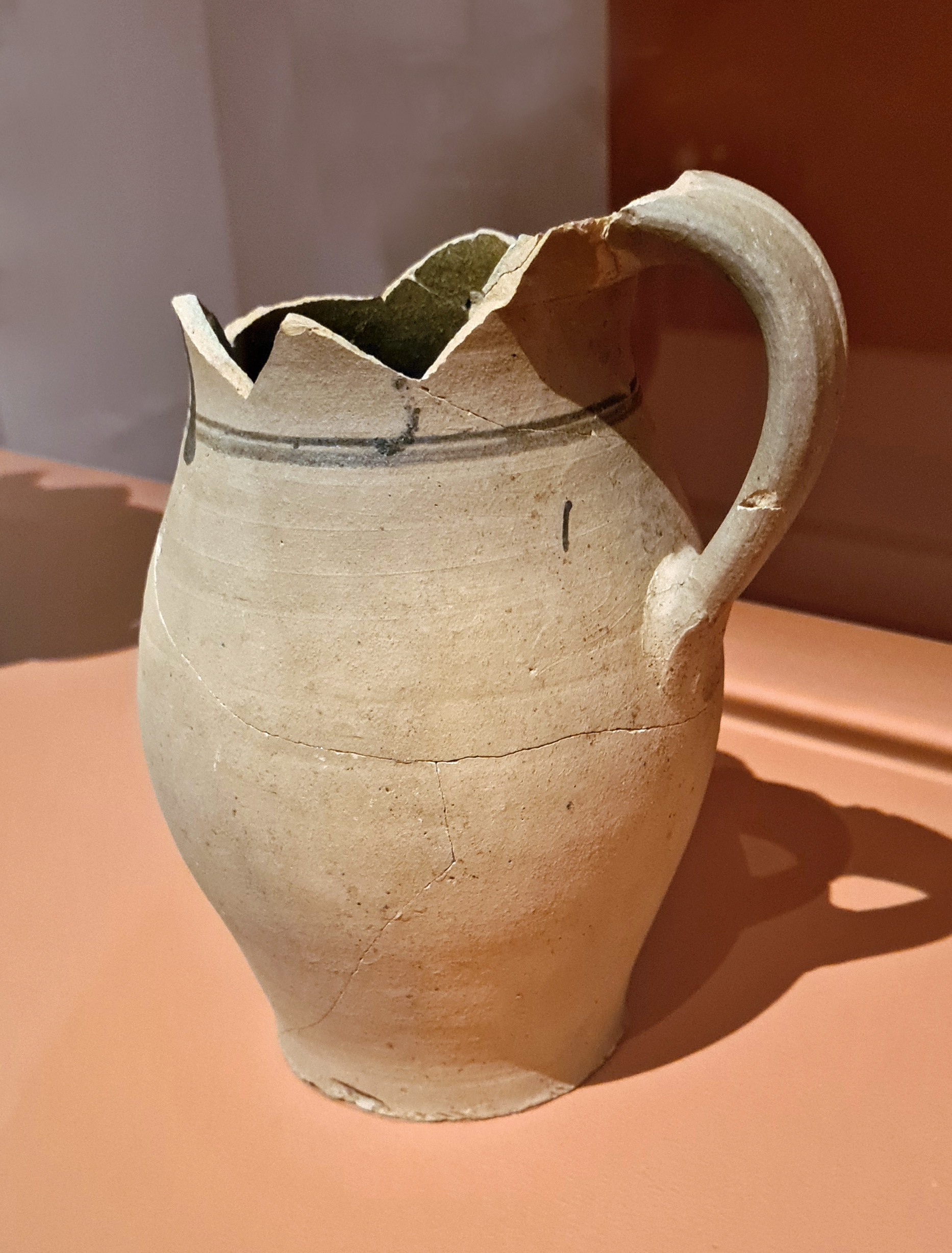
Pot de bornage (époque contemporaine).

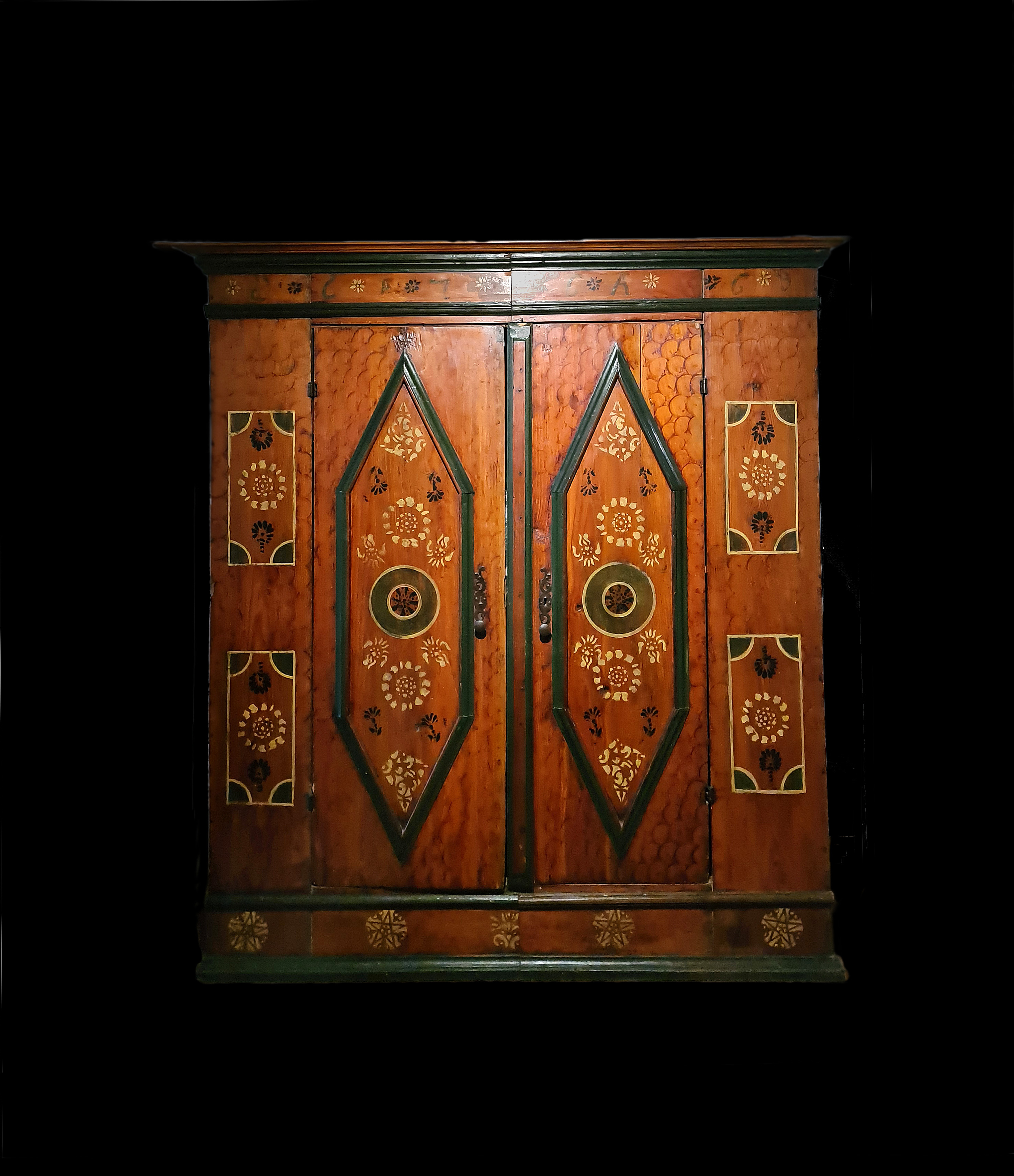
Armoire à panneaux bastionnés (Vendenheim, 1769).

Le nom de la ville est mentionné pour la première fois autour du VIIIe siècle. Le nom de la ville rappelle les fondeurs : les Wenden (allemand), une population en l'Allemagne de l'est, qui parle une langue slavique.

### Héraldique
| Blason de Vendenheim | Blason  | Coupé : au premier de gueules à la bande d'argent côtoyée de deux cotices fleuronnées du même, au second d'argent au croissant de gueules. |
| Blason de Vendenheim | Détails | |

## Économie
Vendenheim partage avec Mundolsheim, Lampertheim et Reichstett la zone commerciale Nord de Strasbourg, l'une des plus importantes zones commerciales de France.
L'Ecoparc rhénan, édifié sur une partie du site de l'ancienne raffinerie Pétroplus, est implanté sur le ban communal de Reichstett et sur celui de Vendenheim. C'est le pôle d'activités du Nord de l'agglomération strasbourgeoise. 

### Énergie
De l'ancienne raffinerie Pétroplus, il ne reste aujourd'hui que la cheminée rouge et blanche, vestige de ce passé industriel.
Le site a tenté une reconversion dans les énergies renouvelables. Dans un premier temps, commission d'enquête s'est déclarée favorable à l'exploitation de la géothermie profonde par la société Fonroche Énergie. Le développement de la géothermie profonde fait partie du plan climat-énergie de la métropole de Strasbourg,. La préfecture du Bas-Rhin a autorisé le forage géothermique le 13 avril 2016. L'exploitation du site a été définitivement arrêtée en décembre 2020 après une série de séismes frappant l'Euro-métropole et la découverte par la DREAL de plusieurs écarts par rapport à l'arrêté préfectoral réglementant l'activité du site.

## Politique et administration

### Budget et fiscalité 2014
En 2014, le budget de la commune était constitué ainsi :
- total des produits de fonctionnement : 6 402 000 €, soit 1 140 € par habitant ;
- total des charges de fonctionnement : 5 514 000 €, soit 982 € par habitant ;
- total des ressources d’investissement : 2 744 000 €, soit 489 € par habitant ;
- total des emplois d’investissement : 1 642 000 €, soit 292 € par habitant ;
- endettement : 1 824 000 €, soit 325 € par habitant.

Avec les taux de fiscalité suivants :
- taxe d’habitation : 17,31 % ;
- taxe foncière sur les propriétés bâties : 19,50 % ;
- taxe foncière sur les propriétés non bâties : 55,45 % ;
- taxe additionnelle à la taxe foncière sur les propriétés non bâties : 0 % ;
- cotisation foncière des entreprises : 0 %.

### Liste des maires
| Période                                  | Période                   | Identité                                         | Étiquette | Qualité                                                                                  |
| ---------------------------------------- | ------------------------- | ------------------------------------------------ | --------- | ---------------------------------------------------------------------------------------- |
| Les données manquantes sont à compléter. |                           |                                                  |           |                                                                                          |
| 1848                                     | 1860                      | Jean-Baptiste Kieffer                            |           |                                                                                          |
| 1860                                     | 1870                      | Valentin Buhrel                                  |           |                                                                                          |
| 1870                                     | 1885                      | Jean-Georges Schladenhaufen                      |           |                                                                                          |
| 1885                                     | 1919                      | Jean Bastian                                     |           |                                                                                          |
| 1919                                     | 1940                      | Georges Waltz                                    |           |                                                                                          |
| 1940                                     | 1942                      | André Buhrel                                     |           |                                                                                          |
| 1942                                     | 1944                      | Charles Hackius                                  |           |                                                                                          |
| novembre 1944                            | novembre 1944             | Georges Schuster                                 |           |                                                                                          |
| 1944                                     | 1945                      | Joseph Klein                                     |           |                                                                                          |
| 1945                                     | mars 1977                 | Jean Holweg                                      |           |                                                                                          |
| mars 1977                                | juin 1995                 | Théodore Steck                                   |           |                                                                                          |
| juin 1995                                | mars 2001                 | Joseph Steinmetz                                 |           | Ancien commissaire divisionnaire                                                         |
| mars 2001                                | mars 2014                 | Henri Bronner                                    | DVG       | Technicien commercial SNCF                                                               |
| mars 2014                                | En cours (au 31 mai 2020) | Philippe Pfrimmer Réélu pour le mandat 2020-2026 | DVD       | Agent général d'assurances 11e vice-président de l'Eurométropole de Strasbourg (2020 → ) |

## Démographie
L'évolution du nombre d'habitants est connue à travers les recensements de la population effectués dans la commune depuis 1793. Pour les communes de moins de 10 000 habitants, une enquête de recensement portant sur toute la population est réalisée tous les cinq ans, les populations de référence des années intermédiaires étant quant à elles estimées par interpolation ou extrapolation. Pour la commune, le premier recensement exhaustif entrant dans le cadre du nouveau dispositif a été réalisé en 2004.

En 2022, la commune comptait 6 005 habitants, en évolution de +8,63 % par rapport à 2016 (Bas-Rhin : +3,17 %, France hors Mayotte : +2,11 %).
| 1793 | 1800  | 1806  | 1821  | 1831  | 1836  | 1841  | 1846  | 1851  |
| ---- | ----- | ----- | ----- | ----- | ----- | ----- | ----- | ----- |
| 985  | 1 049 | 1 082 | 1 239 | 1 345 | 1 263 | 1 342 | 1 389 | 1 355 |

| 1856  | 1861  | 1866  | 1871  | 1875  | 1880  | 1885  | 1890  | 1895  |
| ----- | ----- | ----- | ----- | ----- | ----- | ----- | ----- | ----- |
| 1 362 | 1 331 | 1 312 | 1 306 | 1 352 | 1 361 | 1 384 | 1 420 | 1 461 |

| 1900  | 1905  | 1910  | 1921  | 1926  | 1931  | 1936  | 1946  | 1954  |
| ----- | ----- | ----- | ----- | ----- | ----- | ----- | ----- | ----- |
| 1 426 | 1 535 | 1 554 | 1 492 | 1 684 | 1 825 | 1 896 | 1 861 | 1 964 |

| 1962  | 1968  | 1975  | 1982  | 1990  | 1999  | 2004  | 2006  | 2009  |
| ----- | ----- | ----- | ----- | ----- | ----- | ----- | ----- | ----- |
| 2 263 | 2 772 | 3 457 | 3 520 | 5 193 | 5 597 | 5 720 | 5 670 | 5 588 |

| 2014  | 2019  | 2022  | - | - | - | - | - | - |
| ----- | ----- | ----- | - | - | - | - | - | - |
| 5 557 | 5 971 | 6 005 | - | - | - | - | - | - |

## Lieux et monuments
- Église catholique Saint-Lambert et presbytère[34],[35].
  - Orgue de l'église paroissiale[36],[37].
- Église protestante et presbytère[38],[39].
  - Orgue de l'église protestante[40].
- Monument aux morts[41],[42],[43].
- Château-ferme[44].
- Château de Sury, puis Institution la Providence Nord[45].
- La « colonne Napoléon » en grès des Vosges, érigée en 1811 route de Brumath par le préfet du Bas-Rhin, Paul Adrien de Lezay‑Marnésia, pour marquer la réfection de celle-ci[46].
- Le pont tournant sur le canal de la Marne au Rhin conçu par l'ingénieur polytechnicien Charles-Étienne Collignon[47].
- Son port accueille Rataka[48], un luxemotor dont la rénovation s'est déroulée sur 6 ans, ainsi que 3 autres bateaux remarquables.
- Gare de Vendenheim.

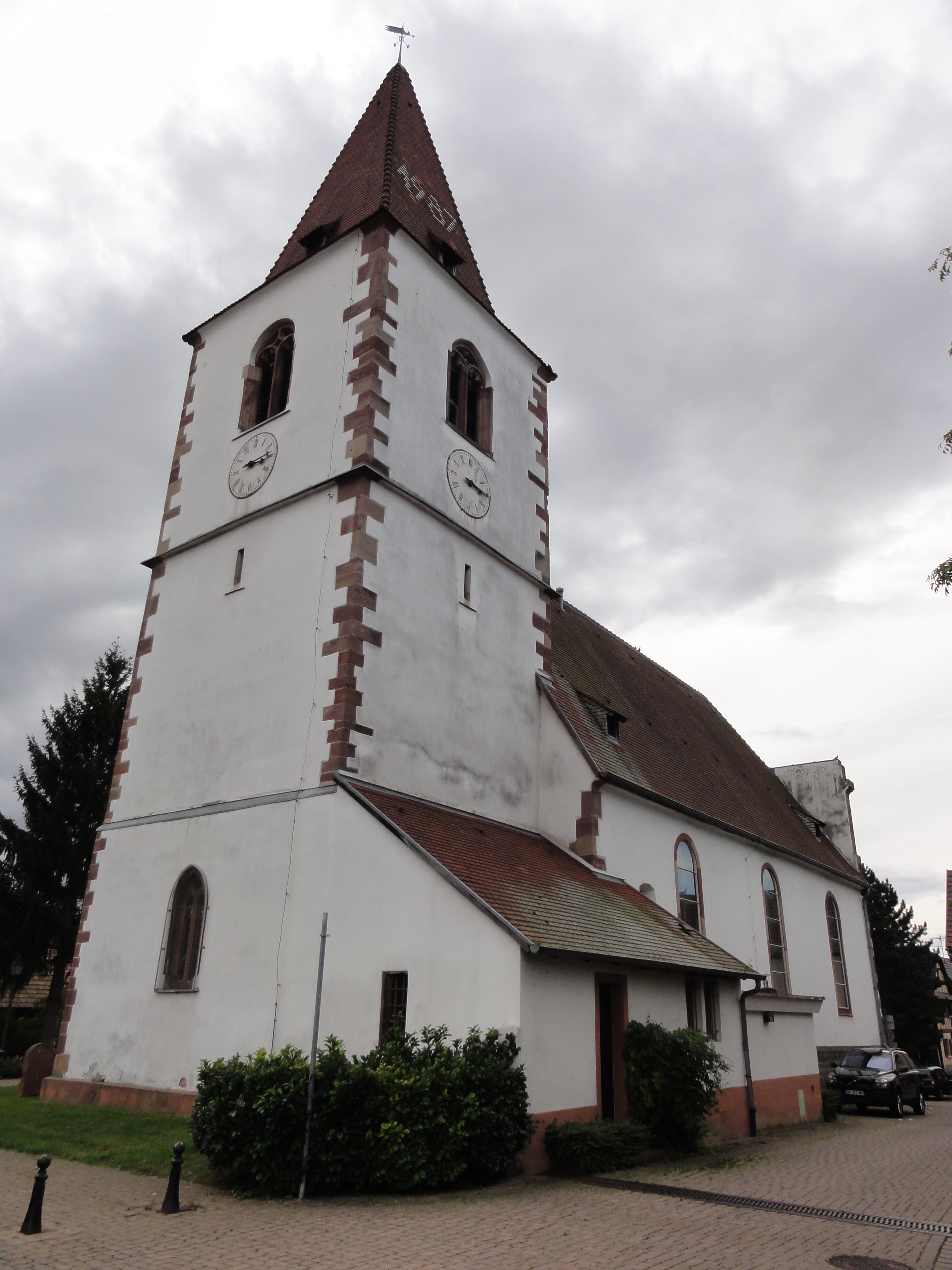
Église protestante.
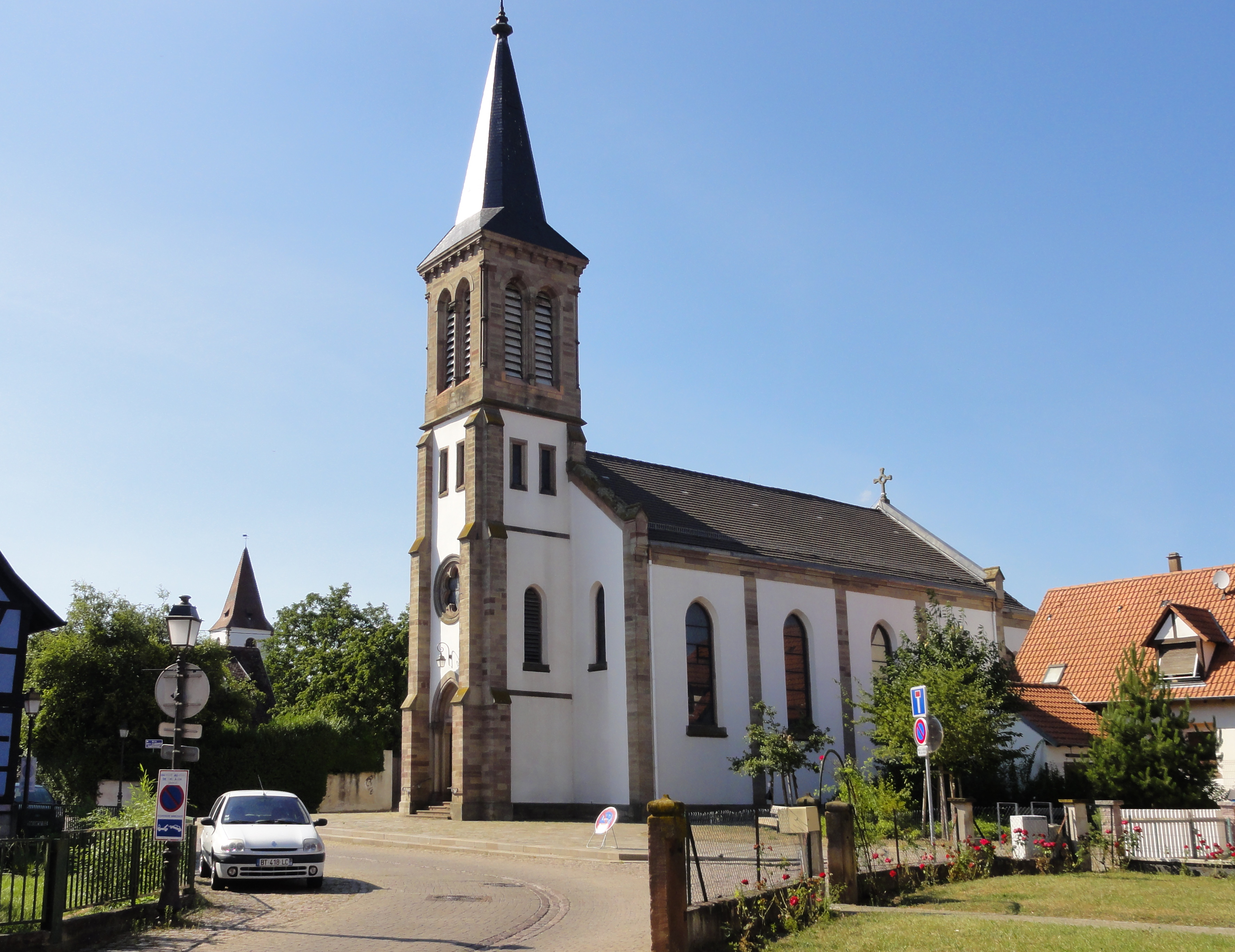
Église catholique Saint-Lambert (XIXe siècle).
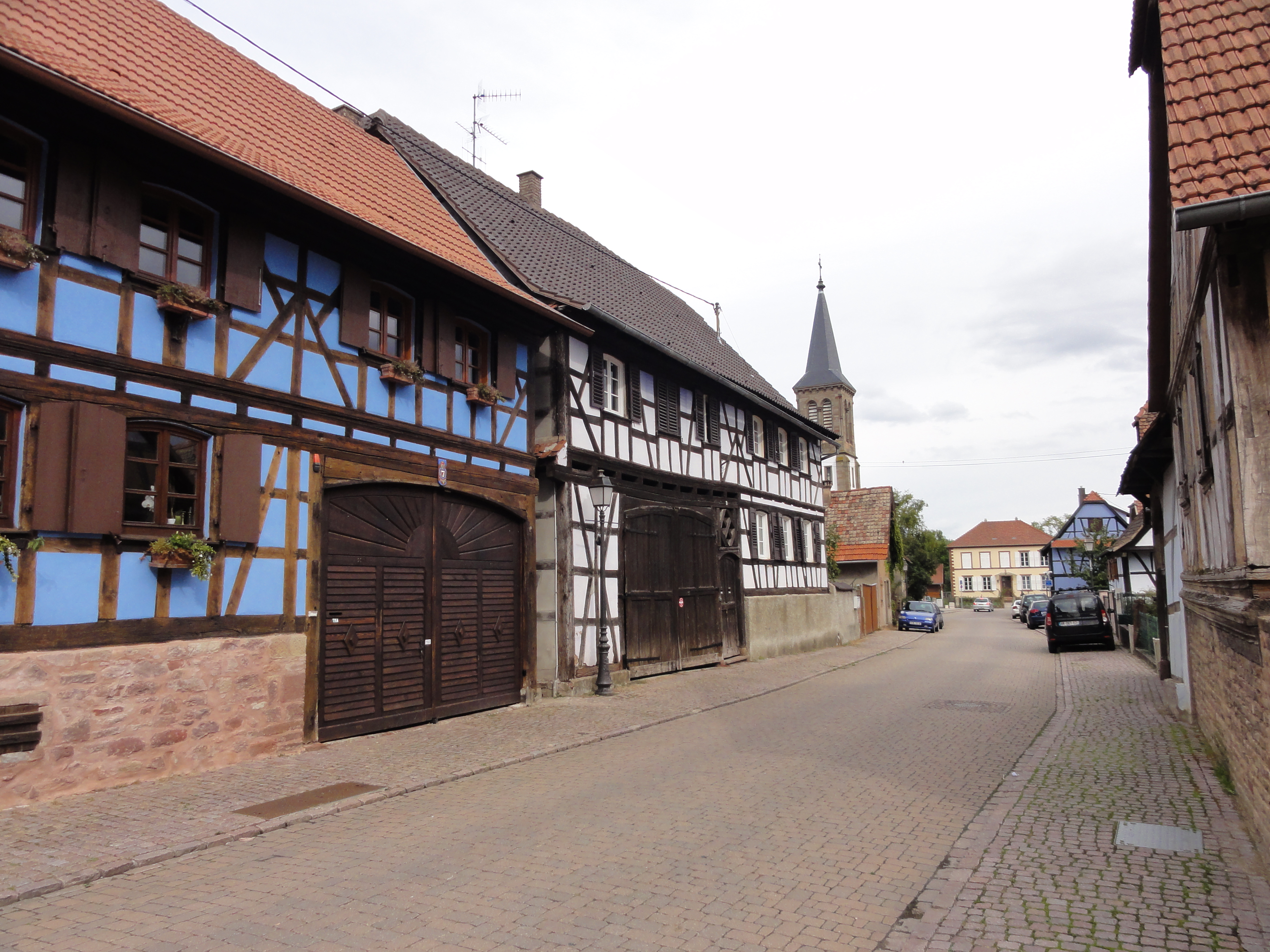
Fermes alsaciennes (XIXe siècle), 7-9 rue des Champs.
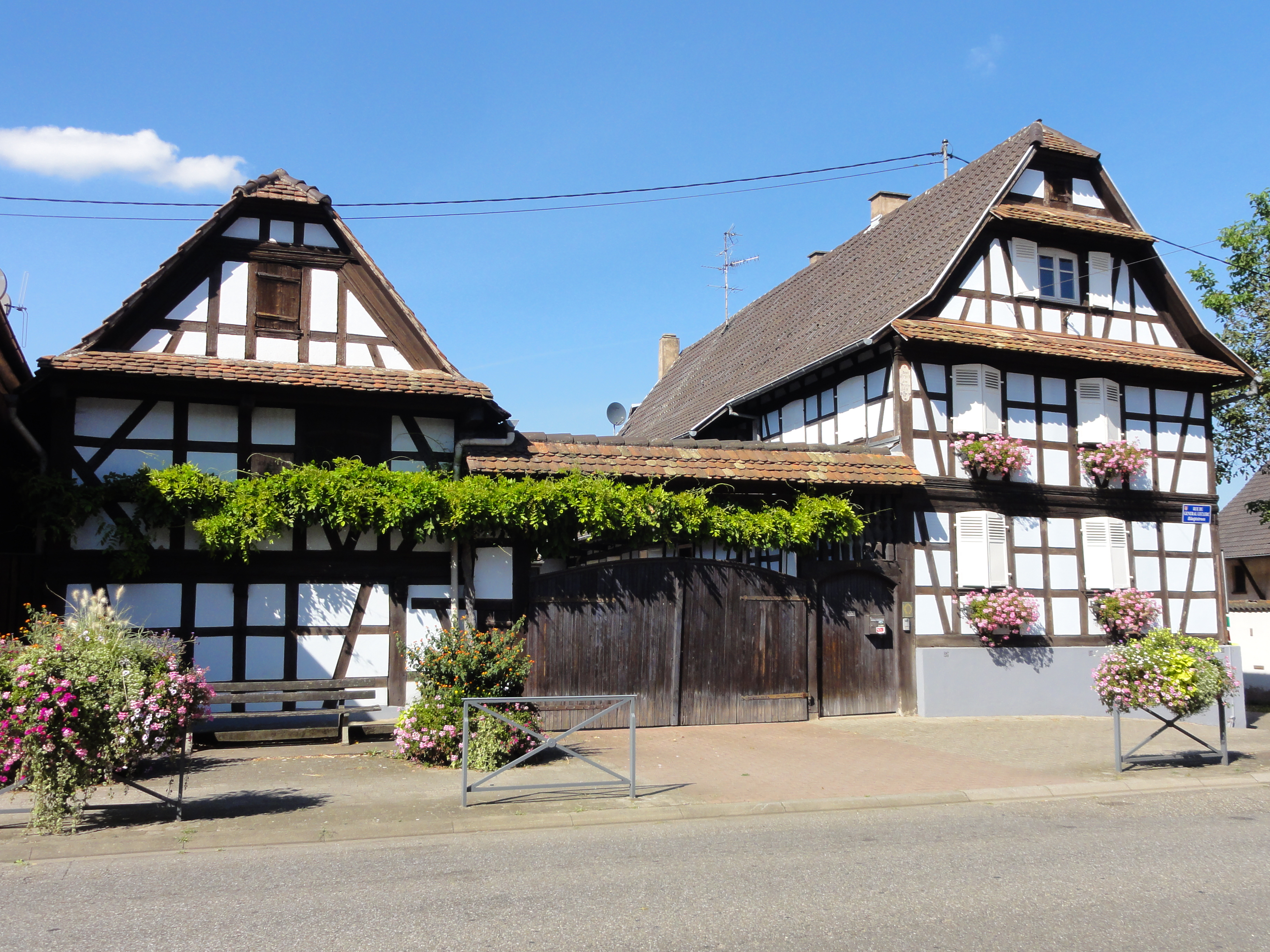
Ferme alsacienne de boucher (XIXe siècle), 14 rue du Général-Leclerc.
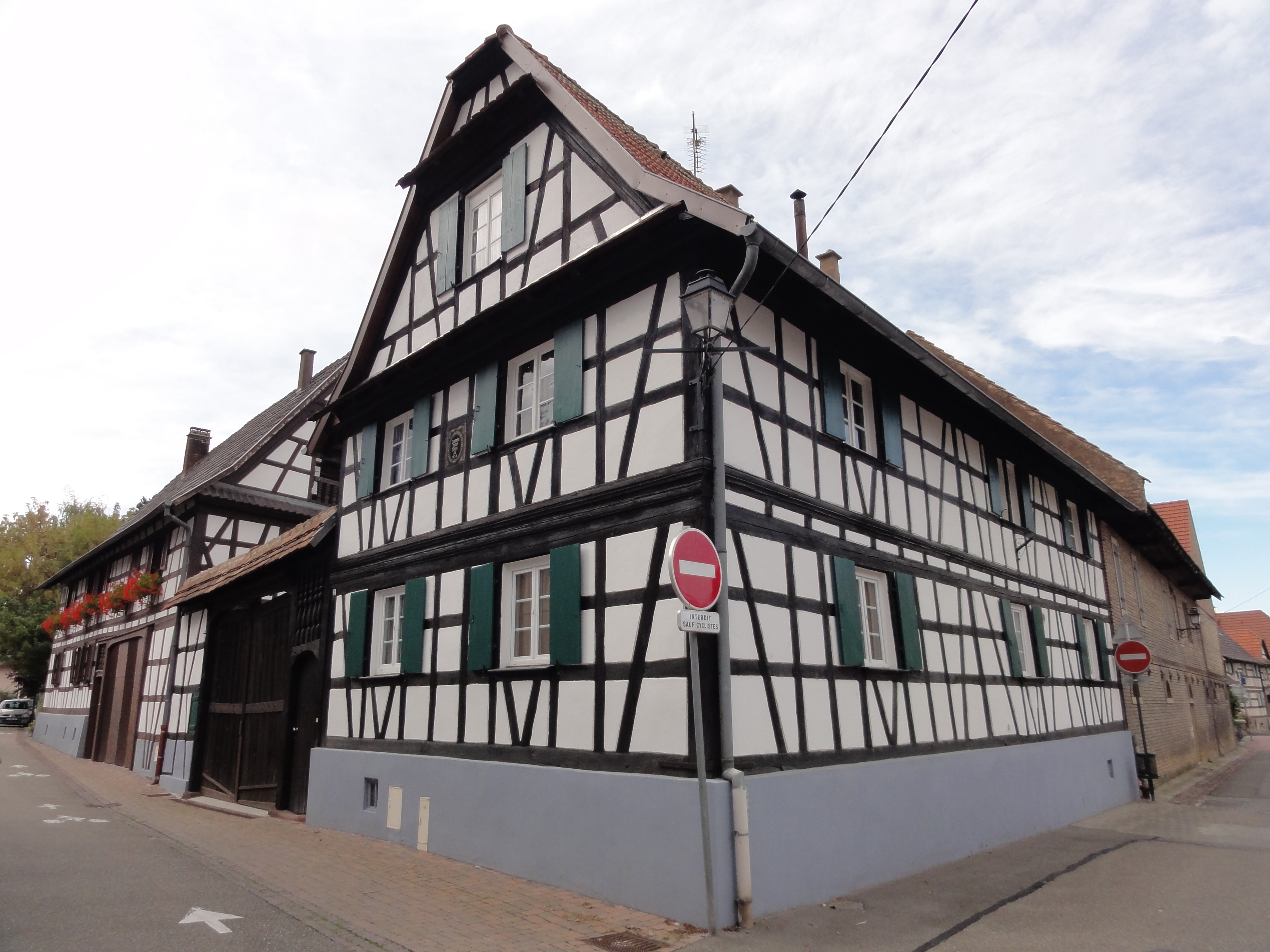
Fermes alsaciennes (XVIIIe siècle), 2-4 rue des Bergers.
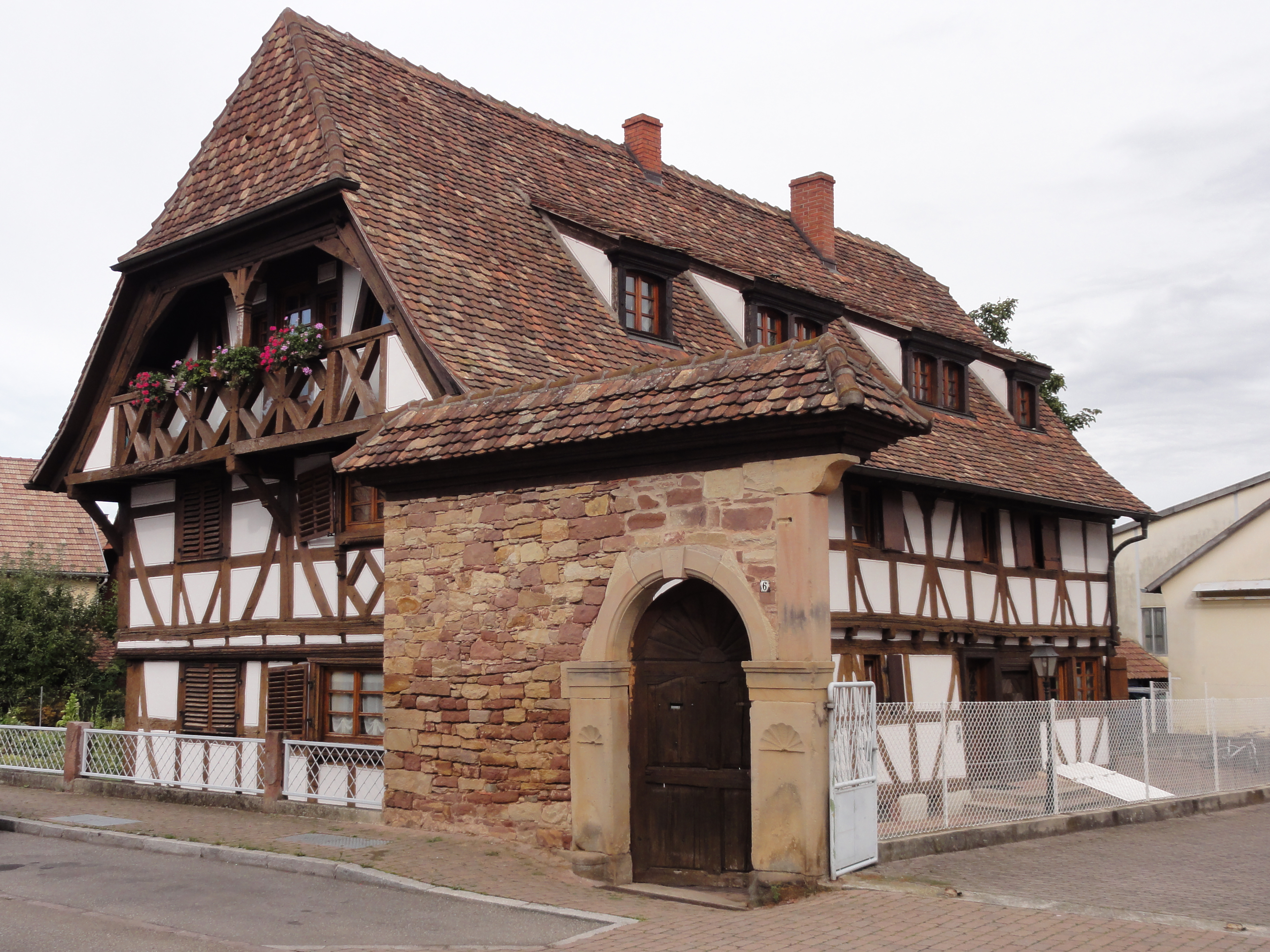
Ferme alsacienne (XVIIIe siècle), 6 rue du Temple.
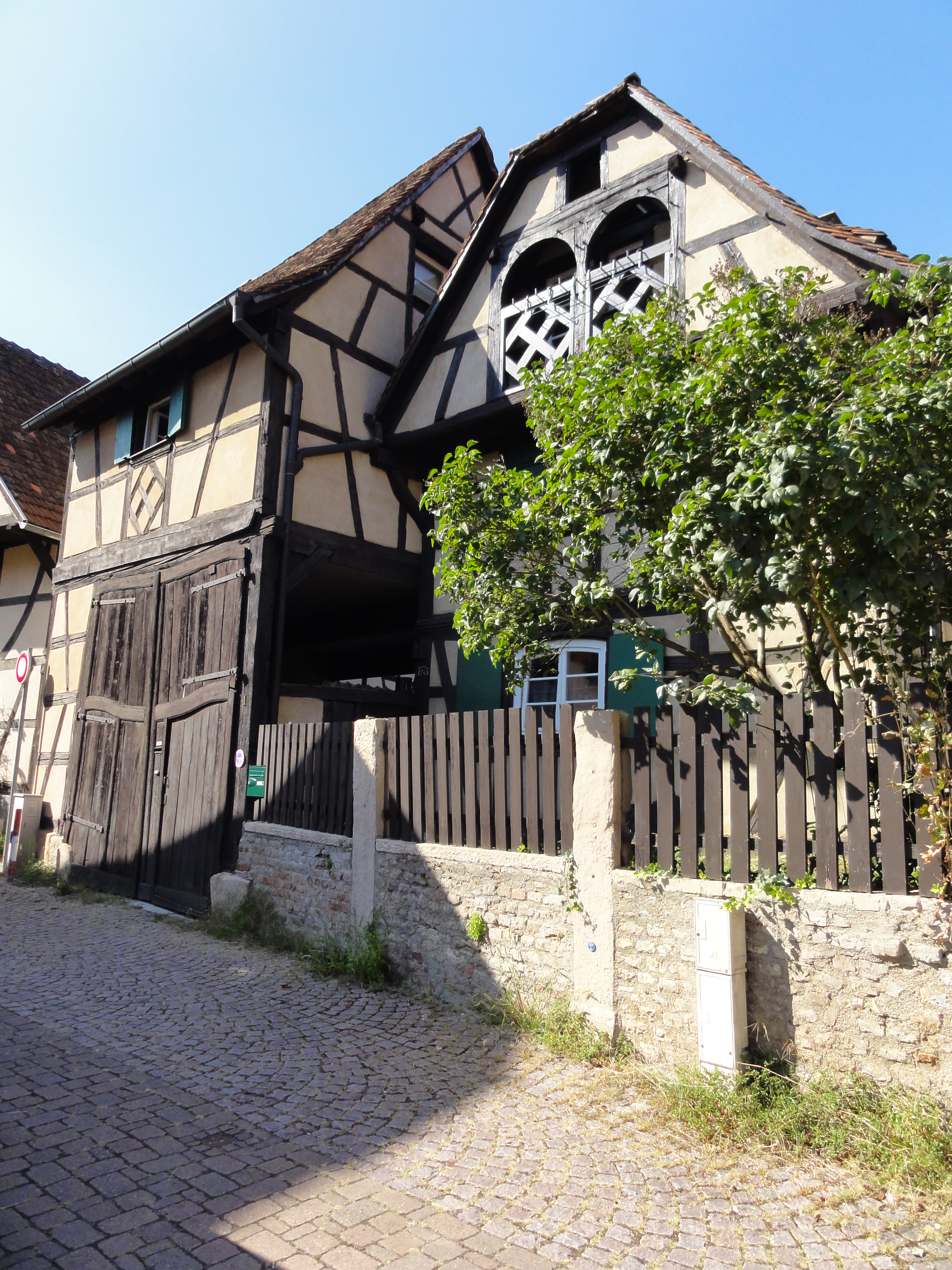
Ferme alsacienne (XVIIIe siècle), 1 rue des Champs.
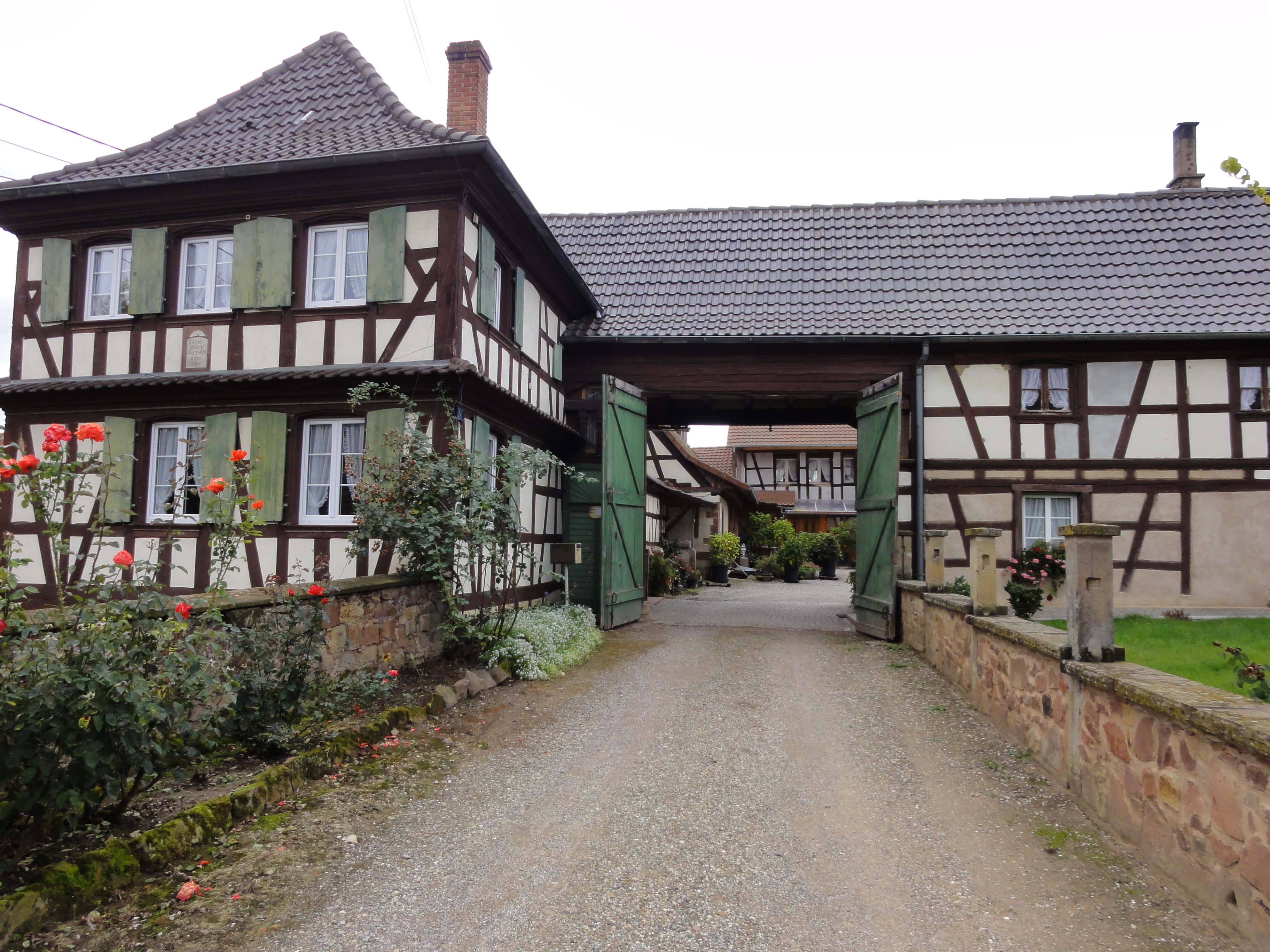
Château-ferme (XIXe siècle), 7 rue du Général-Wurmser.
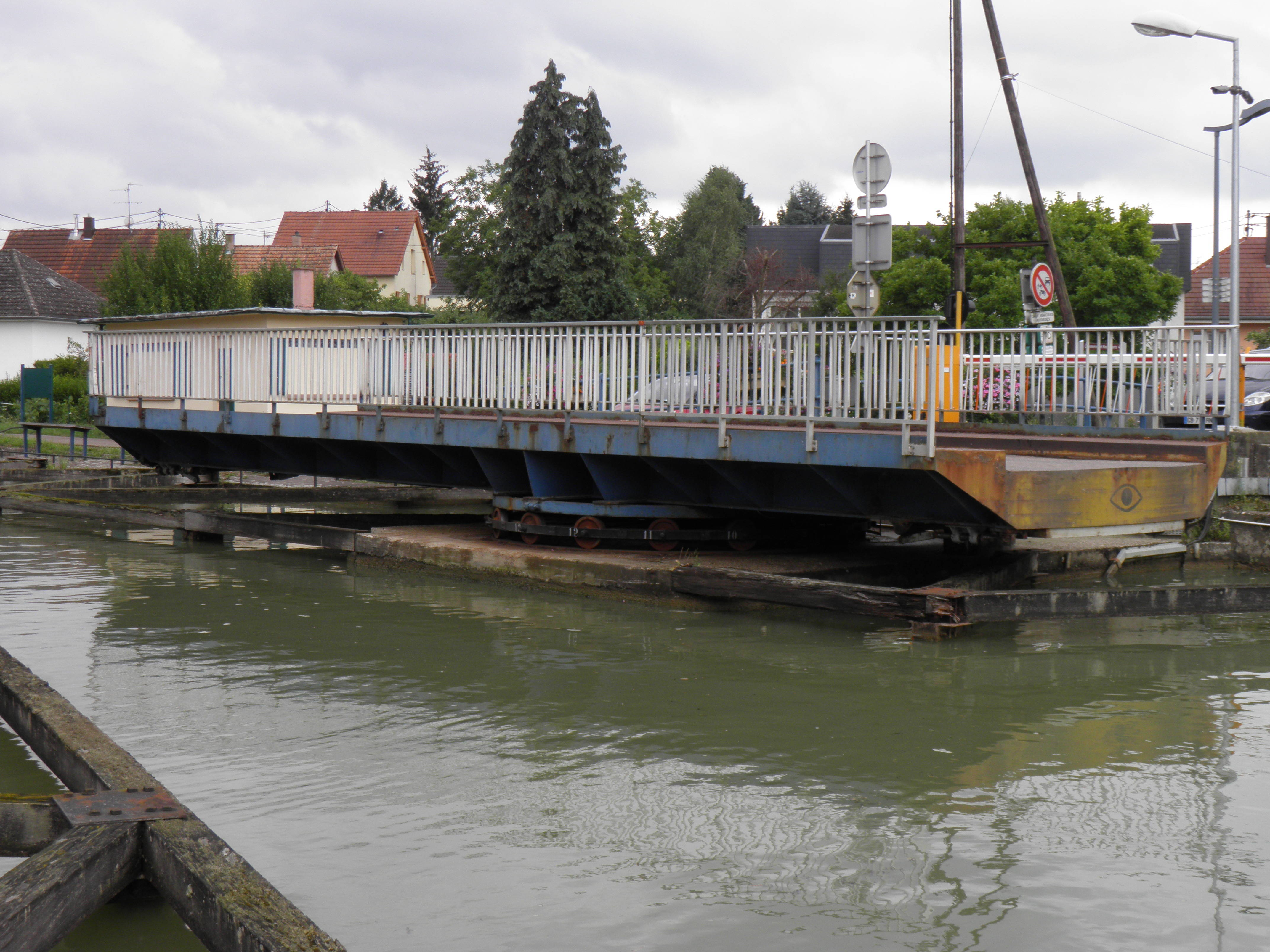
Le pont tournant dans la rue Lignée.

## Animations et Manifestations culturelles
- De mai à juillet, Vendenheim organise son bistrot éphémère appelé  "Gàrtewirtschaft". Chaque vendredi soir, des animations (danse, chanson, soirée jeux, etc.) et de la petite restauration sont proposées. Un "after "sympa pour bien commencer le week-end entre amis ou en famille. Le samedi matin, on y prend volontiers l'apéro après avoir fait son marché.
- Depuis 2019, l'événement de l'été est "Vendenheim Plage". Du sable, de l'eau et des animations pour passer un bon moment.
- Vendenheim participe aussi à l'initiative E friehjohr fer unseri Sproch, coordonnée par l’association E Friehjohr fer unseri Sproch et l’Office pour la Langue et la Culture d’Alsace.
- La fête de la Patate (Messti) se déroule traditionnellement le 1er week-end de septembre.
- L'espace culturel Le Diapason présente une saison culturelle riche et variée pouvant satisfaire tous publics de tous âges.
- Le Festival "Les Ephémères" est proposée généralement en mai.
- La médiathèque-ludothèque Tomi-Ungerer est un lieu d'échanges et de découvertes avec lectures publiques, rencontres avec des auteurs, etc.
- Vendenheim propose  des séances de cinéma le mardi et le dimanche matin (séance famille).

## Établissements scolaires
- La crèche "Premiers pas" accueille une quarantaine d'enfants de 0 à 4 ans. Les tout-petits peuvent aussi être accueillis par des micro-crèches ou par des assistantes maternelles.
- La Buissonnière  (structure périscolaire) accueille les enfants le matin et le soir, et sert le repas de midi en semaine. Elle est aussi ouverte les mercredis ainsi que durant les vacances scolaires.
- L'école maternelle Clairefontaine accueille environ 160 élèves en 2015. Une salle destinée au RASED, rénovée en 2007, reçoit les élèves en difficulté plusieurs fois par semaine. L'école dispose d'une salle rythmique ainsi que d'une salle de jeux.
- L'école primaire Pierre-Pflimlin accueille environ 300 élèves répartis en une quinzaine de classe en 2014. Elle bénéficie d'une salle polyvalente, d'une bibliothèque et d'une salle informatique. En plus des classes traditionnelles, l'école propose également des classes bilingues (comme l'école maternelle) et une classe spécialisée pour les élèves en difficulté.
- Le collège La Pierre-Polie, construit en 1992, a été appelé ainsi en référence à la nécropole néolithique découverte en 1999. L’établissement est composé de 22 salles de classe. Le CDI peut accueillir 25 élèves et le restaurant scolaire a 120 places. Le collège a aussi un parking à vélos protégé.
- La Providence est un collège privé qui existe depuis 1976. Le collège est la propriété des frères obats. Il y avait 326 élèves à la rentrée 2011. L'établissement propose une demi-pension, avec une cantine sur place, et des activités péri-éducatives.

## Sports
Vendenheim possède un club de football féminin, le FC Vendenheim, ainsi qu'un club de handball (UVMH : Union Vendenheim Mundolsheim Handball) et une équipe de Cheerleading, sans oublier l'équipe de basket [bcv], le club d'athlétisme ainsi que l'équipe de cyclisme UC Vendenheim (UCV) qui organise chaque année des compétitions dans le village.
Une association  promeut les sports de glisse : skate, roller et trottinette au skatepark.